# Кулиев, Абаскули Мамед оглы
Абаскули Мамед оглы Кулиев (азерб. Abasqulu Məmməd oğlu Quliyev; 13 ноября 1940, Неркин Ахта — 20 декабря 2022) — азербайджанский учёный, доктор химических наук, профессор, член-корреспондент НАНА.

## Биография
Абаскули Кулиев родился 13 ноября 1940 года в поселке Неркин Ахта (с 1959 г. - город Раздан) Ахтинского района Армянской ССР. Окончил химический факультет Азербайджанского государственного университета.
С 1997 по 2005 год работал в должности профессора в Азербайджанском индустриальном университете. В настоящее время является директором Института полимерных материалов.

## Научная деятельность
Основными достижениями ученого является создание научных основ реакций присоединения, олигомеризации и полимеризации функционализированных циклопропансодержащих виниловых мономеров; выявление основных закономерностей структурной и пространственной направленности исследуемых реакций. Им разработан общий метод введения в олигомерные и полимерные цепи пентамерных фрагментов с различными функциональными группами. Сформулированы общие представления о механизме полимеризации винилциклопропанов, подтверждена концепция полимеризации винилциклопропанов с перегруппировкой промежуточно образующихся циклоалкильных радикалов.
Абасгулу Гулиев создал общие принципы получения практически полезных карбо- и гетероцепных полимеров и на их основе разработал новые фото- и электронорезисты с улучшенными литографическими характеристиками.

### Избранные научные труды
- Радикальная полимеризации 1-винил-2-ацетоксиметил-циклопропана. //ВМС, 1987, 8Б, № 8, 581—584
- Алкенилциклопропаны в реакциях присоединения. IV Теломеризация этоксикарбонилзамещенных винилциклопропанов бромтрихлорметаном. ЖОрХ, 1990, 26, № 6, 1261—1269
- Полимеризация винилциклопропанов и его производных (В книге «Полифункциональные мономеры и полимеры»). Баку, «Элм», 1992, 187—212
- Polymerizaton of p-(2-functionally substituted)cyclopropyl styrenes and synthesis of new photo- and electronsensitive polymers. A New International Polymer Conference «Partnership in Polymers», Cambridge, 1996
- Synthesis and Investigation of properties of cyclopropane containing polyacrilates. International Polymer Conference SCI «Polymers in the Third Millenium», Montpellier, 2001

### Участие в международных конференциях
- Polymeric Composites Symposium — Exhibition and Workshops (International Participant)[1]